# 汤姆·凯
汤姆·凯（英語：Tom Kay，1969年5月22日—），英国男子赛艇运动员。他曾代表英国参加世界赛艇锦标赛，获得三枚金牌、一枚银牌和一枚铜牌。他也曾参加1996年和2000年夏季奥林匹克运动会。